# Hans Dormbach
Hans Dormbach (* 4. Juni 1908 in Köln; † unbekannt) war ein deutscher Radrennfahrer.
Im Alter von 15 Jahren fuhr Hans Dormbach sein erstes Rennen. 1924 startete er bei den Deutschen Kampfspielen in seiner Heimatstadt, die veranstaltet wurden, da deutsche Sportler nicht an den Olympischen Spielen 1924 in Paris teilnehmen durften. 1928 wurde er für die Olympischen Spiele in Amsterdam für die Mannschaftsverfolgung nominiert; der deutsche Bahnvierer mit Josef Steger, Anton Joksch, Kurt Einsiedel und Hans Dormbach schied in der zweiten Runde aus. Anschließend wurde Dormbach Profi, stürzte aber 1929 so schwer, dass er seine Radsportlaufbahn aufgeben musste.
Nach dem Zweiten Weltkrieg engagierte sich Dormbach in der Organisation von Radrennen, so z. B. bei Deutschland-Rundfahrten und bei der Straßen-WM 1954 in Solingen. Bis 1982 saß er bei rund 40 Sechstagerennen im Wettkampfausschuss.